# Augustine Leriche
Pour les articles homonymes, voir Augustine et Leriche.
Augustine Leriche, née le 17 juin 1856 à Paris et morte le 24 mai 1938 à Dax, est une actrice de théâtre et chanteuse française.

## Biographie

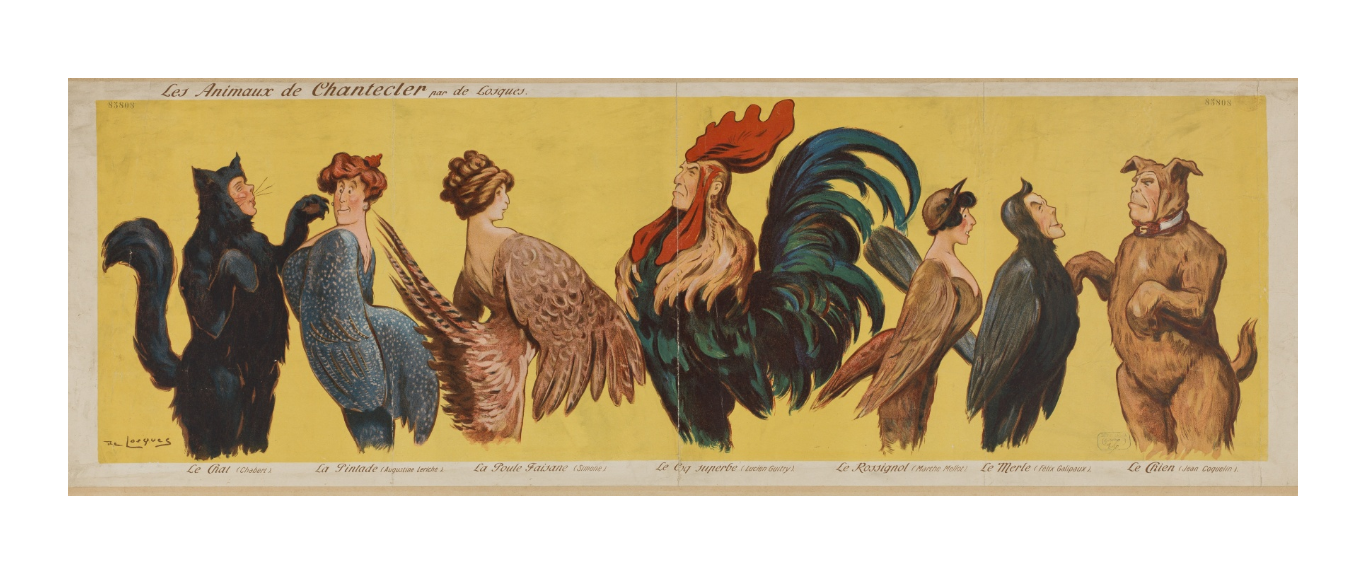
Les Animaux de Chantecler par de Losques, Augustine Leriche (La Pintade)

### Famille
Née en 1856 à Paris, fille naturelle d'Aglaé Colette Baltazar, Augustine Leriche est reconnue en 1873 par le comédien Louis Leriche (1816-1890). Ayant reconnu deux autres enfants naturels, il est à l'origine d'une lignée d'artistes dramatiques : Alexandrine Leriche, mère de Jeanne Cheirel, Léon Leriche et Paul Leriche, lui-même père de Micheline Cheirel ; Charles Leriche.

### Carrière
Augustine Leriche tient dès l'âge de neuf ans des rôles d'enfants au théâtre de Beauvais et parait à la Comédie-Française dans Le Supplice d'une Femme d'Émile de Girardin. Elle débute en 1879 aux Variétés, dans La Femme à Papa. Ensuite, elle joue Nana, Pot-Bouille, de Zola, à l'Ambigu, elle chante Rip aux Folies-Dramatiques. 

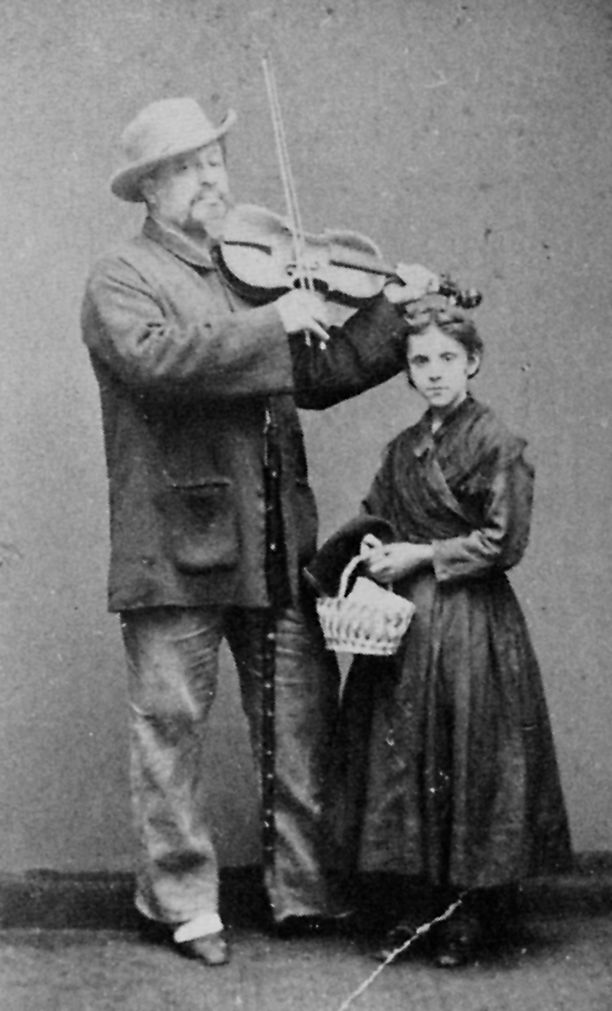
Augustine Leriche et Eugène Luguet photographie de Étienne Carjat.

Sa carrière est diverse. Elle se fait applaudir aussi bien au Châtelet, dans Catherine de Russie, que dans Tartarin sur les Alpes d'Alphonse Daudet à la Gaîté ou Lysistrata au Grand-Théâtre. Au Palais-Royal, elle crée Coralie et Compagnie, La Revanche d'Eve, Le Compartiment de Dames seules. 
C'est à l'Athénée qu'elle reste le plus longtemps. Elle y créé L'Amour mouillé, Le Prince Consort en 1903, et Triplepatte en 1905, et, plus tard, Les Bleus de l'Amour en 1910, L'Amour en cage en 1911, et enfin en 1919, Amour quand tu nous liens, et, en 1922, Atout... cœur. Elle joue aussi au théâtre Sarah Bernhardt, aux Bouffes-Parisiens, aux Variétés, aux Folies-Dramatiques, Le Billet de logement en 1901, à l'Odéon, Le Poussin en 1909. À la Porte-Saint-Martin, elle crée le rôle de la Pintade dans Chantecler en 1910.
Elle passait l'été au château de Pampou à Tournedos-sur-Seine,.
Morte en 1938 à Daxoù elle s'était retirée quelques années plus tôt, elle est inhumée au cimetière du Père-Lachaise (90e division).

## Théâtre

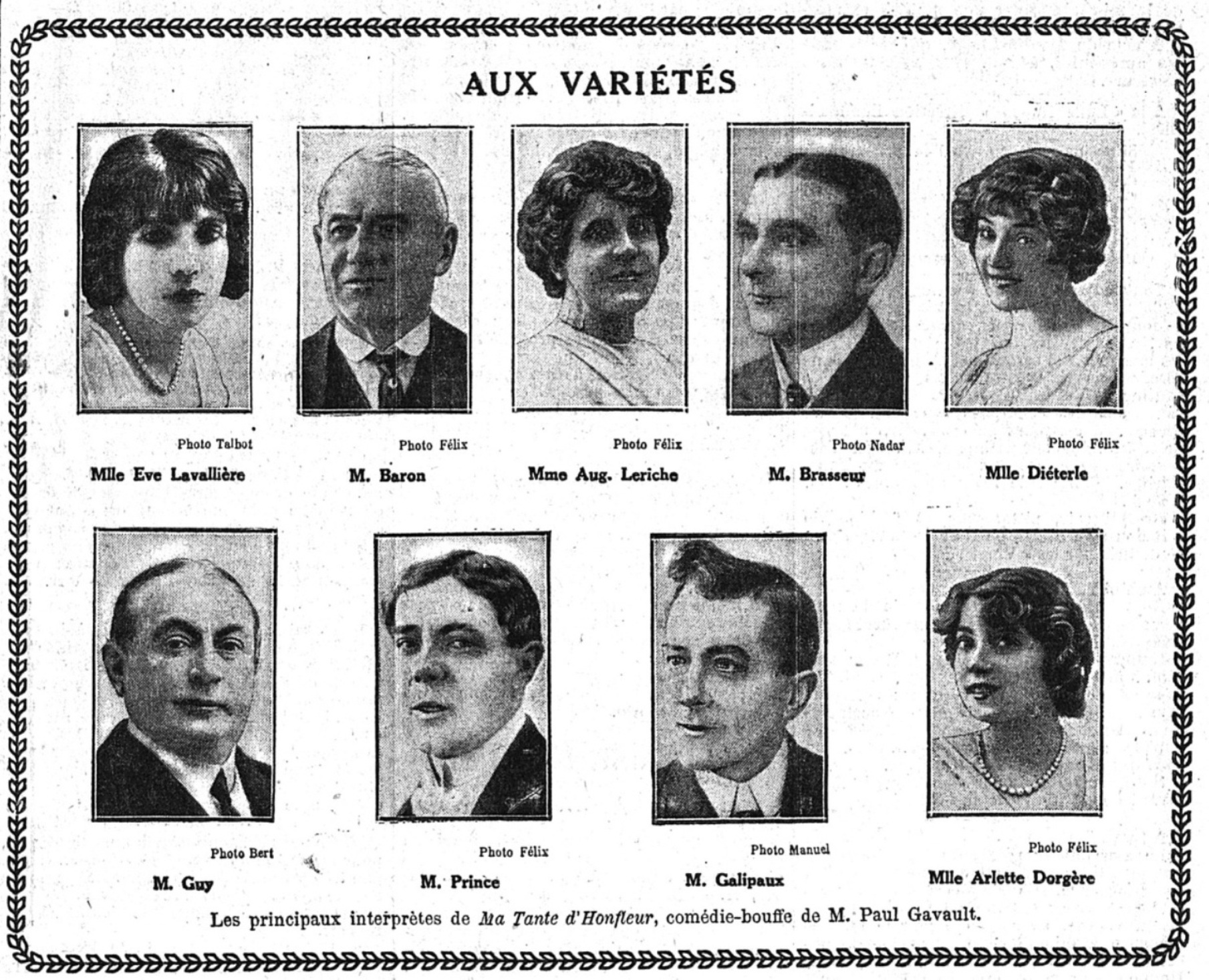
Journal Le Figaro du 19 mars 1914. Principaux interprètes de la comédie Ma Tante d'Honfleur, de Paul Gavault.

- 1879 : La Femme à Papa d'Alfred Hennequin et Albert Millaud au théâtre des Variétés[Note 3]
- 1892 : Lysistrata de Maurice Donnay au Grand-Théâtre.
- 1896 : François les bas-bleus aux Folies-Dramatiques[8],[9].
- 1899 : Coralie et Compagnie d’Albin Valabrègue au théâtre du Palais-Royal
- 1901 : Le Billet de logement d’Antony Mars au théâtre des Folies-Dramatiques
- 1903 : Le Prince consort de Léon Xanrof au théâtre de l'Athénée
- 1905 : Triplepatte de Tristan Bernard au théâtre de l'Athénée
- 1907 : La Maîtresse de piano de Félix Duquesnel et André Barde avec Gabrielle Dorziat au théâtre Sarah Bernhardt[Note 4]
- 1908 : Un coup de foudre de Léon Xanrof au Folies dramatiques[Note 5],[10].
- 1908 : Madame Bluff, comédie en trois actes d'Alexandre Debray aux Bouffes-Parisiens[11]
- 1909 : 4 fois 7, 28 comédie en trois actes de Romain Coolus aux Bouffes-Parisiens[12].
- 1909 : La Revanche d'Eve d'Antony Mars et Alphonse de Beil au théâtre du Palais-Royal [Note 6].
- 1908 : Le Poussin comédie en trois actes d' Edmond Guiraud à l'Odéon[13].
- 1910 : Chantecler d'Edmond Rostand, théâtre de la Porte-Saint-Martin[14].
- 1910 : Les Bleus de l'amour de Romain Coolus au théâtre de l'Athénée
- 1911 : L'Amour en cage d’André de Lorde au théâtre de l'Athénée
- 1912 : Le Coup d'État de Maurice Vaucaire et Fernand de Croidelys
- 1914 : Ma tante d'Honfleur, comédie en trois actes de Paul Gavault au théâtre des Variétés[15].
- 1917 : Le Compartiment des dames seules de Maurice Hennequin au théâtre du Palais-Royal
- 1919 : Amour, quand tu nous tiens de Romain Coolus au théâtre de l'Athénée
- 1922 : Atout... cœur ! de Félix Gandéra au Théâtre de l'Athénée
- 1922 : La Sonnette d'alarme de Maurice Hennequin au théâtre de l'Athénée

## Opérettes
- 1896 : Madame Putiphar, opérette en trois actes, d'Ernest Depré et Léon Xanrof, musique d'Edmond Diet, théâtre de l'Athénée[16].
- 1897 : Le Cabinet Piperlin, comédie-bouffe de Paul Burani et Hippolyte Raymond, musique d'Hervé et Gardel-Hervé, théâtre de l'Athénée[17].